# Beinn Narnain
Beinn Narnain är ett berg i Storbritannien.   Det ligger i kommunen Argyll and Bute och riksdelen Skottland, i den nordvästra delen av landet, 600 km nordväst om huvudstaden London. Toppen på Beinn Narnain är 926 meter över havet, eller 287 meter över den omgivande terrängen. Bredden vid basen är 3,1 km.
Terrängen runt Beinn Narnain är huvudsakligen kuperad.Runt Beinn Narnain är det glesbefolkat, med 8 invånare per kvadratkilometer. Närmaste större samhälle är Garelochhead, 15,6 km söder om Beinn Narnain. I omgivningarna runt Beinn Narnain växer i huvudsak blandskog.